# 李國英 (1949年)
李國英，BBS，MH，JP（1949年11月18日—），人稱「煲呔英」，執業律師、前任香港立法會議員、大埔區議會（大埔墟）區議員、民主建港協進聯盟成員、新界鄉議局委員。李國英生於香港新界大埔蓮澳，為新界原居民。

## 生平
李國英小學時就讀大埔官立小學，中學時就讀大埔王肇枝中學，在1972年遠赴英國修讀法律課程，並在當地娶妻生子，其妻子為香港人，職業為護士。育有一子一女，大女於英國任職律師，次子於英國匯豐銀行任職，兩人均不懂中文。
他在1992年回港發展，於中環某律師事務所任職，其後於大埔大埔墟開設律師事務所，服務新界原居民。不久，他便在沙田參與社區工作，並認識在沙田從事地區工作的民建聯黨員彭長緯（前任沙田區議會副主席），後來由彭引薦加入民建聯。
2000年，李國英在大埔區議會（大埔墟選區）選舉順利當選區議員，並在2003年、2007年獲得連任。2000年，他被選為新界鄉議局增選委員。2004年，劉江華夥拍李國英代表民建聯參選立法會新界東直接選舉，並「爆冷」贏得立法會議席，與黨友兼同鄉張學明雙雙成為首次在立法會直接選舉當選的新界原居民。他與劉皇發、林偉強、張學明，合稱「立法會鄉事四子」。2008年7月，只擔任四年的李國英宣佈不再爭取連任。

## 外部連結
- 香港立法會：李國英議員